# 地月转移

地月转移轨道透视图。地月转移切入发生在地球附近达到的红点处。

地月转移（英语：trans-lunar injection (TLI)）是月球探测器从地球出发，通过推进器加速，进而脱离地球引力，最终被月球引力捕获的过程。

## 历史

GRAIL-A探测器的轨迹动画
GRAIL-A·
月球·
地球

Chandrayaan-2探测器的轨迹动画
地球·
月球·
Chandrayaan-2

LRO探测器的轨迹动画
月球勘測軌道飛行器(LRO)·
地球·
月球

第一个尝试地月转移的探测器是苏联于1959年1月2日发射的月球1号，月球1号原本被设计成撞向月球的航天器，但是地面控制系统的故障导致火箭的点燃时间出现误差，导致探测器偏离计划路线。最终探测器错失了被月球捕获的机会，以3倍原轨道半径的距离与月球擦肩而过。月球1号在掠过月球表面后，随即离开地球轨道，进入了日心轨道。 月球2号在1959年9月12日更准确地执行了相同的机动，最终在2天后成功撞击月球表面。 苏联航天部门在1959至1976年间成功重复了多次类似的太空任务：22次“月球”任务、5次“探測器”任务。
美国在则在1962年1月26日发射了其第一个月球撞击探测器，徘徊者3号，但最终未能抵达月球。但此后的徘徊者4号于1962年4月23日成功完成了此项使命。 在1962至1973年间美国重复了其他类似的27次太空任务，包括5次成功的勘测者计划软着陆器，5次月球轨道计划探测太空船，:166 和9次阿波罗任务，搭载人类首次登陆月球。
第一次载人地月转移任务是1968年12月21日发射的阿波罗8号，使其组员成为第一批离开近地轨道的人类。
在阿波罗计划的月球任务中，地月转移由土星5号火箭S-IVB的第三级可重启J-2发动机完成。 这种特别的地月转移推进持续了大约350秒，为飞行器提供了3.05 - 3.25 km/s的速度变化，此时飞行器正在以相对于地球10.4 km/s的速度前进。 在傍晚天色的映衬下，阿波罗8号的地月转移过程可以从夏威夷瓦基基岛南部被清晰地看到，飞行器被人们拍了照，并在第二天被纸面报道。  同样地在1969年，阿波罗10号在黄昏中的地月转移过程在澳大利亚的吉朗卡列依然可见。 目击者将场景描述为：一对车灯从雾中的山尖后跃出，此时的飞行器像极了一个拖着绿色彗尾的彗星。
1990年，日本发射了其第一个月球任务飞行器——飞天号，计划飞掠月球并将羽衣号微型卫星送入月球轨道。 此后，它探索了一种新的低Delta-v地月转移路径，全程用时6个月（而阿波罗选择的耗时为 3 天）。:179
1994年，美国的克萊門汀號探测器为了展示其机体的轻量级技术，在进入月球轨道之前使用了一次为期 3 周的地月转移和两次中途地球飞越。:185
1997年，亚洲3号通信卫星成为第一颗被月球引力捕获的商业卫星，在发射失败后，它以低Delta-v方式绕月两次，以到达其所需的静止轨道。在距离月球表面 6200公里的高度处飞过月球。:203
2003年，欧空局的SMART-1技术示范卫星成为第一颗绕月飞行的欧洲卫星。在被发射到地球静止转移轨道（GTO）后，它使用太阳能离子发动机进行推进。由于其极低的Delta-v地月转移机动性，该航天器花了13个多月才到达月球轨道，并又花了17个月才抵达其期望的轨道。:229
2007年，中华人民共和国于启动了第一次月球太空任务，将嫦娥一号发射至月球轨道。卫星经历了数次推进才使其远地点缓慢远离地球，直到抵达月球附近。:257
紧随其后，在2008年, 印度将其的月船1号发射至地球静止转移轨道，然后和中国的飞行器一样，使用数次缓慢的推进来提高远地点到月球附近。:259
2019年，以色列航太工业公司制造的月球软着陆器创世纪号同样地使用了这种机动过程，但却不幸在月球上坠毁。
2011年，NASA的GRAIL卫星选择了一条低Delta-v路线抵达月球，经过了地日拉格朗日L1点，整个过程历时3个月。:278